# Brochymena florida
Brochymena florida är en insektsart som beskrevs av Ruckes 1939. Brochymena florida ingår i släktet Brochymena och familjen bärfisar. Inga underarter finns listade i Catalogue of Life.